# 비전 (마블 코믹스)
비전(Vision)은 마블 코믹스의 슈퍼히어로이다. 안드로이드인 비전은 어벤저스의 멤버이다. 2015년 공개된 영화 《어벤져스: 에이지 오브 울트론》에서 폴 베터니가 목소리를 연기하였으며, 2016년 개봉된 영화 《캡틴 아메리카: 시빌 워》에서 마찬가지로 연기하였다. 몸의 분자밀도를 마음대로 조절할 수 있다.

## 담당 배우

### 영화
- 어벤져스: 에이지 오브 울트론 (2015) - 폴 베타니
  - 캡틴 아메리카: 시빌 워 (2016) - 폴 베타니
  - 어벤져스: 인피니티 워 (2018) - 폴 베타니

### 텔레비전
- 완다비전 (2021) - 폴 베타니